# Arocephalus languidus
Arocephalus languidus är en insektsart som beskrevs av Flor 1861. Arocephalus languidus ingår i släktet Arocephalus och familjen dvärgstritar. Enligt den finländska rödlistan är arten nationellt utdöd i Finland. Arten är reproducerande i Sverige. Artens livsmiljö är strandängar vid sötvatten. Utöver nominatformen finns också underarten A. l. ocellatus.